# Dornier Kiebitz
Der Kiebitz war eine unbemannte militärische mobile Aufklärungsplattform, die, von den Dornier-Werken gebaut, vor allem für die Gefechtsfeldaufklärung, d. h. abstandsfähige Bewegtzielentdeckung und -verfolgung verwendet werden sollte. Die Entwicklung basierte auf einer Forderung der Teilstreitkraft Heer nach einem eigenen System zur unmittelbaren und zeitnahen Aufklärung des gegnerischen Gefechtsraumes. Während Kiebitz I noch über Eigenmittel und gestützt durch Forschungsmittel des Bundesministeriums der Verteidigung finanziert wurde, lag beim Kiebitz II ab 1972 ein Auftrag des Ministeriums vor.

## Beschreibung
Auf Basis des einsitzigen Kleinhubschraubers Dornier Do 32U mit Blattspitzenantrieb entstanden bei Dornier ab 1966 zwei Versionen gefesselter Rotorplattformen des Typs „System Kiebitz“. Kiebitz I Do 32K (Kabelgebunden), zum einen mit Rotor und Antrieb der Do 32 (siehe dort) und zum Zweiten der in der Leistung größere Kiebitz II mit größerem Rotor, ebenfalls mit Blattspitzenantrieb, jedoch mit KHD-T212- bzw. MAN-Turbine. Diese Version erhielt die Bezeichnung Do 34. Beim Blattspitzenantrieb wird die Verdichterluft der Antriebsturbine zu den Schubdüsen an den Blattspitzen der zwei Rotorblätter geleitet, die den Rotor dann antreiben. Die Antriebsturbine war kompakt in einem verkleideten Trägergestell unter dem Rotor aufgebaut. Das System enthielt an Bord einen Regler zur Lagestabilisierung des Schwebefluges (Hovern), zur Regelung der Seilstraffung und zum Aussteuern/Rücksteuern von Ablagen durch den Wind und Böen. Dieses wurde mit dem Kiebitz I entwickelt, 1976 erprobt und nachgewiesen. Jedoch zeigte sich, dass zukünftig eine höhere Nutzlast und Flughöhe im operationellen Betrieb notwendig wird.
Die Flugsysteme waren auf Startplattformen für die Ladefläche üblicher Armeelastwagen aufgebaut. Die Startplattformen enthielten als auffälliges Merkmal eine angetriebene Trommel für ein multifunktionales Fesselseil. Das Seil enthielt einen integrierten Schlauch für die Treibstoff-Versorgung des Turbinenantriebes vom Boden aus. Ferner enthielt das Seil Datenleitungen für die Steuersignale und den Datentransfer von und zu einer aktiven oder passiven Sensorik. Die Länge des Seils erlaubte dem Kiebitz I eine maximale Schwebehöhe von 200 m, während sie beim Kiebitz II, die vom Bedarfsträger geforderten 300 m betrug. Die Startplattform beim Kiebitz II, in Form eines Lastwagen-Ladeflächenaufbaus, enthielt die Führerkabine für den „Piloten“, die Trommel und die Startfläche mit dem Flugsystem, sowie den Tank für den Flugtreibstoff. Startfläche und Fluggerät konnten zum Straßentransport in den Ladeflächenaufbau eingeschwenkt werden.
Das Fluggerät startete durch Steuersignale des Piloten aus der Führerkabine und zog das Seil von der Trommel bis zur gewünschten, von der Trommel freigegebenen Flughöhe ab. Bei 300 m Höhe beträgt die quasi-optische Sichtweite ca. 65 km. Unter der Berücksichtigung der Fähigkeit von elektromagnetischen Wellen, der Erdkrümmung zu folgen, beträgt diese Sicht sogar bis 85 km. Aufklärungsweiten, die den Forderungen des Interessengebietes des Heeres für diese Aufgaben damals entsprachen. Das Fluggerät konnte theoretisch unbegrenzte Zeit fliegen und so eine dauernde Aufklärung ausführen, sofern der Tank am Boden entsprechend nachgefüllt wurde. Der Kiebitz I war noch ohne Sensoren, beim Kiebitz II gab es ein Radar, es waren auch Störsender und Warnsysteme zum Erkennen einer Bedrohung durch anfliegende Raketen oder Störsysteme zum Verschleiern eigener Maßnahmen im Einsatzgebiet, vorgesehen.
Die Sensoren wurden beim Kiebitz II in einem Nutzlastträger unter dem Triebwerk-Trägergestell eingebaut. Das Radar hatte eine umlaufende 360°-Antenne und war durch einen Radom geschützt, der dem Kiebitz das charakteristische Aussehen mit der Verdickung an der Basis gab. Für das Radar wurde im Jahre 1974 von der Bundesregierung (Bundesministerium der Verteidigung) und der Französischen Regierung (Verteidigungsministerium) ein Kooperationsvertrag unterschrieben, der die französische Firma LCT zum Programmpartner und Beisteller für das einzubauende Radar namens Orphée bestellte. Man benannte nunmehr das System aus Träger, Bodenstation und Radar als Kiebitz-Argus. Im September 1981 zog sich Frankreich allerdings wieder aus dem Programm zurück und Dornier entwickelte alleine weiter. Obwohl der Blattspitzenantrieb keinen Drehmomentausgleich, wie ein mechanisch angetriebener Hubschrauber, z. B. über Heckrotor, benötigt, reichte die Stabilisation für das vorgesehene Radar nicht aus. Man ergänzte das Fluggerät noch mit zwei schräg nach unten zeigenden Rohren mit Düsen, an denen Luft zum Stabilisieren der Plattform / Ruhighalten für das Radar ausströmte.
Die Kiebitz-Argus-Entwicklung kam 1981 in die Truppenerprobung beim Heer. Es stellte sich heraus, dass die bei Beginn (1972) der Entwicklung definierte Flughöhe von 300 m wegen des technischen Fortschritts der gegnerischen Technologie bereits wieder zu niedrig war, obwohl die gestellten Aufgaben in einem Manöver mit Versuchsszenario voll erfüllt wurden. Das Radar konnte sogar über den Dopplereffekt die Rotordrehzahlen von tieffliegenden Hubschraubern erkennen und somit den Typ zuordnen. Die modernen gegnerischen Waffensysteme erforderten nunmehr eine Aufklärungsreichweite von 150 km, was Flughöhen von 1000 m und mehr bedeutete. Dornier machte noch den Vorschlag einer ungefesselten Plattform, da das vom Fluggerät zu tragende Seilgewicht bei 1000 m zu groß gewesen wäre und das Hochpumpen des Kraftstoffes ohne Zwischenstufen an physikalische Grenzen stieß. Dieser Vorschlag wurde nicht angenommen, weil u. a. die Bundeswehr ihr Konzept geändert hatte, wonach nur noch die Luftwaffe fliegende Aufklärung mit ihren bemannten Flugzeugen betreiben und die Ergebnisse den Teilstreitkräften zuliefern sollte. Das Bundesministerium der Verteidigung stellte das Programm ein. Weil die Verantwortlichen des Heeres weiterhin diesen Bedarf signalisierten und auch durchsetzen wollten, entschloss sich Dornier, mit Eigenmitteln ein ungefesseltes System unter dem Namen GEAMOS zu entwickeln.
Im Erprobungsprogramm bis Ende September 1981 wurden mit dem Kiebitz II mehr als 550 Flüge, davon 47 in 300 Meter Höhe mit mehr als 165 Flugstunden durchgeführt. Der Pilot am Boden mit mindestens Privatpilotenlizenz musste seine Flüge bei der Flugüberwachung anmelden und genehmigen lassen und war dem allgemeinen Flugfunkverkehr zugeschaltet. Ein Verfahren, das im militärischen Einsatz im Kriegsfalle noch zu modifizieren gewesen wäre.
Die Flugsysteme Kiebitz I Do 32K und Kiebitz II stehen heute als Exponate im Dornier-Museum in Friedrichshafen, ein weiteres der Do 34, von der insgesamt zwei Systeme gebaut wurden, in der Wehrtechnischen Sammlung in Koblenz. Die Bodenstationen wurden allerdings verschrottet, bzw. die geliehenen Lastwagen wieder dem Heer zurückgegeben.

## Technische Daten

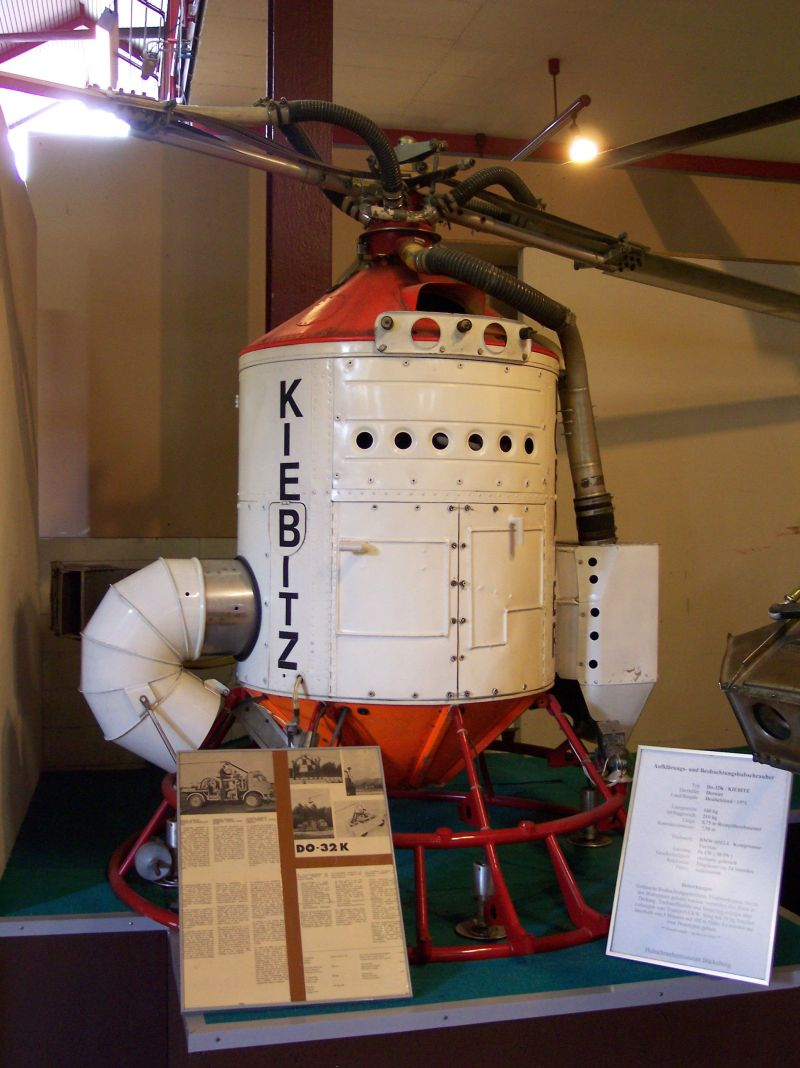
Do-32K Kiebitz

| Kenngröße                   | Daten der Do 34 Kiebitz II         |
| --------------------------- | ---------------------------------- |
| Rotordurchmesser            | 8,4 m                              |
| Anzahl der Rotorblätter     | 2                                  |
| Prinzip                     | Blattspitzenantrieb                |
| Flugmasse                   | 550 kg                             |
| Leermasse                   | 350 kg                             |
| Kabelmasse (300 m)          | 85 kg                              |
| Nutzlast                    | 140 kg                             |
| Antrieb                     | eine Wellenturbine Allison 250 C20 |
| Leistung                    | 309 kW (420 WPS)                   |
| Einsatzdauer / Flugausdauer | 24 h                               |
| max. Einsatzhöhe            | 300 m                              |
| Steigzeit auf 300 m         | 6 min                              |